# Mycenella minima
Mycenella minima är en svampart som beskrevs av Singer 1969. Mycenella minima ingår i släktet Mycenella och familjen Tricholomataceae.   Inga underarter finns listade i Catalogue of Life.